# Rupert Elgersma
Rupert Elgersma (* vor 1515; † 1544/47) war Dominikanermönch und Propst von Cölln und Bernau.

## Leben
Rupert Elgersma stammte aus Leeuwarden in Friesland. 1515 war er Dominikanermönch und wurde zum Diakon geweiht. 1519 studierte er in Leipzig, danach in Köln und lebte danach im Dominikanerkloster Halle an der Saale. 1524 immatrikulierte sich Elgersma wieder in Leipzig und hielt in den folgenden zwei Jahren dort Vorlesungen. 1527 wurde er Student in Frankfurt (Oder).
1530 begleitete er Kurfürst Joachim I. auf den Reichstag zu Augsburg, wo er mit Konrad Wimpina, Wolfgang Redorfer und Johannes Mensing eine Gegenschrift gegen die Confessio Augustana der Wittenberger Theologen verfasste. Dabei wurde er als Lizentiat bezeichnet.
1535 bezeichnete Elgersma sich als Kaplan und Beichtvater von Kurfürst Joachim II., als Doktor und Propst von Bernau.
1536 wurde Elgersma Dekan im neuen Kollegiatstift in Cölln. In den folgenden Jahren war er geistlicher Berater des Kurfürsten. 1544 war er Propst des Kollegiatstiftes Cölln. Ob er Protestant geworden war, ist unklar.
Am 1. April 1547 wurde Elgersma als verstorben bezeichnet.

## Schriften
- Gegen die bekanntnus Martini Luthers auff den yetzigen angestellten Reychßtag zů Augspurg: Auffs neuwe eingelegt in Sibenzehe[n] Artickel verfaßt kurtze vn[d] Christenlich vnderricht. Augspurg, [Weißenhorn], 1530, mit Konrad Wimpina, Wolfgang Redorfer und Johannes Mensing (Digitalisat)